# Соната для фортепиано № 3 (Скрябин)
Соната для фортепиано № 3 фа-диез минор, соч. 23 написана русским композитором А. Н. Скрябиным в 1897—1898 годах. Соната состоит из четырёх частей. Её исполнение занимает около 18 минут.

## Сочинение
В августе 1897 года Скрябин женился на молодой пианистке Вере Ивановне Исакович. После первого исполнения Фортепианного Концерта в Одессе, Скрябин с женой отправился в Париж, где начал работать над новой фортепианной сонатой. Первоначально Скрябин планировал назвать своё сочинение «Готика», что было вызвано впечатлением от разрушенного замка. Однако, через несколько лет, он разработал другую программу для этой сонаты, получившую название «Состояния души»:
- I. Allegro drammatico («Свободная и дикая душа бросается со страстью в пучину страданий и борьбы»);
- II. Allegretto («Душа нашла мнимый, мгновенный и обманчивый отдых; утомлённая страданиями она хочет забыться, петь и цвести…»);
- III. Andante («Душа, отдавшись течению, плывёт в море чувств, нежных и печальных: любовь, грусть, неясные желания, неизъяснимые думы, чары хрупкой мечты… стремление забыться…»);
- IV. Presto con fuoco («В буре раскрепощённых стихий душа бьётся в упоении борьбы; из глубины бытия поднимается грозный голос человека-творца, победное пение которого звучит торжествующе. Но слишком слабый ещё, чтобы достичь вершины, он падает, временно поражённый, в бездну бытия»)[2].

Наряду с Камилем Сен-Сансом, Эдвардом Григом и Сергеем Рахманиновым, Скрябин является одним из немногих композиторов-романтиков, которые оставили записи своих произведений. Он записал эту сонату до 1912 года на фортепиано для Hupfeld-Phonola (немецкий производитель Player Piano). В этой записи имеются расхождения с нотным текстом сонаты. Другие значительные записи этого произведения сделаны зятем Скрябина Владимиром Софроницким, а также Эмилем Гилельсом, Владимиром Горовицем, Гленном Гульдом и Евгением Кисиным.

## Структура и содержание[4]
В сонате есть традиционные четыре части: сонатное Allegro, трёхчастное скерцо, трёхчастная же медленная часть и финал в сонатной форме. 

### I. Drammatico
Первая часть написана в традиционной сонатной форме. Главная партия начинается призывно волевой квартовой интонацией, что создаёт настроение борьбы и напряжённости.
Побочная партия имеет спокойный характер и обозначена Cantabile. Её первый раздел короткий и неожиданно обрывается. Второй раздел представляет собой развитие одной из фраз главной темы, приобретающий полётный характер.
Разработка (начиная с такта 55) представляет собой борьбу главной и побочной партий, причём побочная преображается и из мягко-лирической становится героической и волевой. Развитие, как это типично для симфонических творений Скрябина, происходит волнообразно (при этом чередуются взлёты, которые не доходят до кульминаций).
В репризе главная и побочная темы вступают в ещё больший конфликт, который «сглаживается» в коде части.

### II. Allegretto
Вторую часть сложно назвать «отдыхом», на который указывает её программа. Только в середине поток оживлённых триолей, который напоминает птичье пение, создаёт «состояние грации».

### III. Andante
Третья часть напоминает слушателю настроения, которые рождает погружение в красоту природы России. Средний раздел части (doloroso) усугубляет некую неопределённость томления, свойственного основной теме Andante, и подводит к импровизационно изложенному тихому разделу, который сам автор охарактеризовал так: «Здесь звёзды поют». Об авторском исполнении этого эпизода пианист Марк Мейчик говорил, что ему «казалось, что пение левой руки сопровождается не то серебряным перезвоном, не то мерцанием». В заключении третьей части появляется тема главной партии первой части сонаты.

### IV. Presto Con Fuoco
Первая тема финала носит героический характер и начинается яркой квартовой интонацией. Ей контрастирует вторая тема (Meno mosso), нежного и трепетного характера, напоминающая о возможном счастье. 
Заключительное проведение темы медленной части в конце финала (Maestoso), которая дополняется стремительной главной темой финала, является генеральной кульминацией всего сонатного цикла.